# Gens Dècia
La gens Dècia (en llatí: gens Decia) va ser una gens romana d'origen plebeu, però força antiga, que va ser famosa perquè dos dels seus membres van donar la vida per la República. Van usar els cognoms Mus i Sublo.